# Guavina micropus
Guavina micropus är en fiskart som beskrevs av Ginsburg, 1953. Guavina micropus ingår i släktet Guavina och familjen Eleotridae. IUCN kategoriserar arten globalt som otillräckligt studerad. Inga underarter finns listade i Catalogue of Life.